# العلاقات السعودية الصينية
العلاقات السعودية الصينية هي العلاقات الثنائية بين الصين والمملكة العربية السعودية.أول اجتماع رسمي بين الصين والسعودية كان في عمان في نوفمبر عام 1985م، وأنشأت الحكومتان العلاقات الدبلوماسية الرسمية في يوليو 1990. قبل عام 1990م لم تكن بين المملكة العربية السعودية والصين أية علاقات دبلوماسية، في عام 1975م، رفضت المملكة العربية السعودية الاعتراف بجمهورية الصين الشعبية كدولة، على الرغم من رغبة جمهورية الصين الشعبية إلى إقامة علاقات مع المملكة العربية السعودية.

## إقامة العلاقات
كانت المملكة العربية السعودية الدولة العربية الوحيدة التي ما زالت لم تقم علاقات دبلوماسية مع جمهورية الصين الشعبية على الرغم من أن المملكة العربية السعودية كانت لديها علاقات دبلوماسية مع تايوان، وتوجد لحكومة تايوان سفارة في السعودية في جدة.في يوليوعام 1990م، قام الأمير بندر بن سلطان سفير السعودية لدى الولايات المتحدة بزيارة بكين وتمت بعدها إقامة علاقات دبلوماسية. وبعد إقامة العلاقات الدبلوماسية مع الصين انتهت علاقة السعودية بتايوان بعد 40 سنة من العلاقات الدبلوماسية.

## التجارة والإستثمار
زادت التجارة بين الصين والسعودية بشكل كبير منذ عام 2000م. وفي عام 2005م زادت التجارة إلى 59٪. تجاوزت المملكة العربية السعودية أنغولا كأكبر مصدر نفط للصين. تقوم شركة سابك بتصدير بتروكيماويات للصين بقيمة أكثر من 2 مليار سنويًا. وفي عام 2008م، بلغ حجم التجارة الثنائية بين الصين والسعودية إلى 32,500,000,000€، مما يجعل السعودية أكبر شريك تجاري للصين في غرب آسيا. وفي الربع الأول من عام 2010، وصلت صادرات النفط السعودي إلى الصين أكثر من مليون برميل، وهذا يتجاوز صادرات النفط السعودي إلى الولايات المتحدة الأمريكية. السعودية حريصة على الاستثمار في المشاريع ذات الصلة بالنفط باعتبارها وسيلة لتأمين وضعهم كمزود رئيسي للنفط إلى الصين وعلى سبيل المثال، في عام 2004، استثمرت أرامكو في الصين بقيمة 3 مليارات دولار لبناء منشأة للبتروكيماويات في مقاطعة فوجيان جنوب شرق الصين والتي من المقرر أن تعالج 8 ملايين طن من النفط الخام السعودي. في عام 2006م، وافقت جمهورية الصين الشعبية والمملكة العربية السعودية لبناء منشأة لتخزين النفط في جزيرة هاينان في الصين بقيمة بقيمة 624 مليار دولار. وفي 6 أبريل 2012م، أعلنت شركة سابك خطة استثمارية جديدة بقيمة 100 مليون دولار لإنشاء مركز تكنولوجيا جديدة في منطقة Kangqiao في شنغهاي ، في فبراير 2019، أعلن منتدى الاستثمار السعودي الصيني الذي عقد في عاصمة الصين بكين، عن تتويج 35 اتفاقية تعاون اقتصادي بأكثر من 28,000,000,000 دولار أمريكي، ومنح 4 شركات صينية التراخيص.
في إطار زيارة رئيس جمهورية الصين الشعبية شي جين بينغ للسعودية في 7 ديسمبر 2022 وقَّعت شركات سعودية وصينية 34 اتفاقية استثمارية، وشملت الاتفاقيات قطاعات في مجالات: الطاقة الخضراء والهيدروجين الأخضر والطاقة الشمسية الكهروضوئية وتقنية المعلومات والخدمات السحابية والنقل والخدمات اللوجستية والصناعات الطبية والإسكان ومصانع البناء. وبلغ حجم التبادل التجاري بين البلدين 304 مليارات ريال في عام 2021م، وسجَّل التبادل التجاري في الربع الثالث من 2022م 103 مليارات ريال.
في 20 نوفمبر 2023 وقع البنك المركزي السعودي ونظيره الصيني (بنك الشعب الصيني)، اتفاقية ثنائية لتبادل العملات لمدة 3 سنوات، وبقيمة تصل إلى 50 مليار يوان صيني (بما يعادل تقريباً 7 مليارات دولار).

## العلاقات العسكرية
العلاقات الدبلوماسية الرسمية بين المملكة العربية السعودية والصين لم تنشأ حتى 1990، لكن العلاقات الدفاعية بدأت في 1980.عندما رفضت الولايات المتحدة بيع خزانات وقود بعيدة لطائرات إف-15 إيغل للسعودية قامت المملكة العربية السعودية بترتيب اتفاق مع الصين في عام 1988 للحصول على ما بين خمسين إلى ستين صاروخ من نوع دونغفنغ3 متوسطة المدى قادرة على حمل الرؤوس النووية. هناك تكهنات بأن التعاون العسكري الاستراتيجي بين الصين والسعودية قد استمرت في النمو.ويعتقد الخبراء أن الصين قد ترسل أكثر من ألف من مستشاريها العسكريين إلى منشآت صواريخ سعودية. وتشير تقارير صحفية إلى أن الصين قدمت للمملكة العربية السعودية عرضا لشراء أنظمة صواريخ حديثة مثل دي إف-21.

## العلاقات الثقافية
تشجيع التعاون الثقافي بين المملكة والصين، من خلال الإعلان عن جائزة الأمير محمد بن سلمان آل سعود، بمسمى «جائزة محمد بن سلمان»، وهي جائزة تهتم بالترويج للغة العربية وآدابها وفنونها في الصين، وتشجيع التبادل الثقافي بين الثقافة السعودية والثقافة الصينية، وتبلغ قيمة كل جائزة 100,000 دولار ضمن الفئات:
- جائزة أفضل بحث علمي باللغة العربية مقدم في الجامعات والكليات التقنية في الصين.
- جائزة أفضل عمل فني إبداعي.
- جائزة أفضل ترجمة لكتاب من العربية إلى الصينية والعكس.
- جائزة أفضل بحث تخرج مقدم من طلاب اللغة العربية في الجامعات الصينية.
- جائزة أكثر شخصية مؤثرة في الأوساط الثقافية للعام.[16][17]

### تدريس اللغة الصينية
- في فبراير عام 2019 خلال زيارة ولي العهد السعودي محمد بن سلمان للصين تم توقيع إتفاقية بين الجانبين السعودي والصيني من أجل وضع خطة لتكون اللغة الصينية ضمن مناهج التعليم العام والجامعي في السعودية.[18]
- في عام 2019 وقّع رئيس جامعة الملك سعود اتفاقًا مع معهد كونفوشيوس لإنشاء قسم لتعليم اللغة الصينية، كما استحدثت العديد من الجامعات السعودية قسمًا للغة الصينية في كلياتها.[19]
- في عام 2020م بدأت وزارة التعليم السعودية بتدريس اللغة الصينية في 8 مدارس للبنين بالمرحلة الثانوية للمقررات في عدد من المناطق، وفي في ديسمبر 2021م ارتفع عدد المداس الثانوية التي تدرس اللغة الصينية إلى أكثر من 700 مدرسة.
- في ديسمبر 2022م وقعت وزارة التعليم السعودية مذكرة تعاون لتعليم اللغة الصينية مع وزارة التعليم في جمهورية الصين الشعبية، وتضمنت توفير المقررات التعليمية والمواد التعليمية السمعية والبصرية، وتوفير معلمين صينيين – بحسب الحاجة – لتعليم اللغة الصينية في مدارس التعليم العام.[20]
- في مارس 2023م وافق مجلس الوزراء السعودي على مذكرة تعاون لتعليم اللغة الصينية بين وزارتي التعليم السعودية والصينية.[21]
- في نوفمبر 2023م أعلنت وزارة التعليم السعودية عن فتح باب التقديم للابتعاث من أجل دراسة اللغة الصينية للمعلمين والمعلمات.[22]
- في أغسطس 2024م قرَّرت وزارة التعليم بدء تدريس اللغة الصينيَّة في الصف الأول متوسط اعتبارًا من العام الدراسي 1446هـ في مدارس مختارة بـ6 إدارات تعليمية، وأدرجت الوزارة تدريس اللغة الصينيَّة ضمن المناهج في خطتها.[23]

## المساعدات
خلال زلزال سيشوان عام 2008 كانت المملكة العربية السعودية أكبر مانح للمساعدات للصين، حيث قدمت السعودية أكثر من 40,000,000€ مساعدات مالية و 8,000,000€ للمساعدات الغذائية.
الشركات الصينية

## التعاون النووي
في 15 يناير 2012، وقعت الصين والمملكة العربية السعودية على صفقة زيادة التعاون النووي. وفقا للمملكة العربية السعودية الهدف من ذلك هو «لتعزيز التعاون بين البلدين في مجال تطوير واستخدام الطاقة الذرية للأغراض السلمية.» والإتفاق يمهد الطريق لتعزيز التعاون العلمي والتكنولوجي، والاقتصادي بين جمهورية الصين الشعبية والمملكة العربية السعودية، مع التركيز على مجالات مثل صيانة وتطوير محطات الطاقة النووية ومفاعلات الأبحاث، وكذلك تجهيز مكونات الوقود النووي. هذا الاتفاق هو الإتفاق النووي الرابع للمملكة العربية السعودية.
وقعت الشركة الوطنية النووية الصينية (سي أن أن سي) مذكرة تفاهم مع الإحصائية الجيولوجية السعودية في عام 2017 ‘ حيث تعاون البلدان على تحديد ودائع اليورانيوم المحتملة والمتوقعة وحدد الجيولوجيون أنه قادرة على إنتاج 90 ألف طن من اليورانيوم. قد أفادت صحيفة غارديان في سبتمبر عام 2020 على أساس تقرير سري من إعداد سي أن أن سي ومعهد بكين لبحوث الجيولجية اليورانية أنه هناك احتياطيات كافية من خام اليورانيوم للإنتاج المحلي للوقود النووي لدى المملكة العربية السعودية وقد تم تحديد بعض هذه الودائع في المنطقة الشمالية الغربية من البلاد حيث كان من المقرر بناء مدينة «نوم» في المنطقة ولكن قد اشتد اهتمام السعودية ببرنامج الاسلحة النووية وذلك استشهادا بانعدام الشفافية في السعودية.